# Menhir de Mollet
El menhir de Mollet és un megàlit del Neolític de 4,90 m de llargada, 68 cm d'amplada i 110 cm de fondària, amb un pes de 6 tones, trobat en el jaciment pla de les Pruneres, dins del nucli urbà de Mollet del Vallès (Vallès Oriental), declarat Bé cultural d'interès nacional en la categoria de Monument històric.
Té una antiguitat estimada de 5.000 anys. De forma de prisma rectangular, amb els caires arrodonits, i amb un dels dos extrems apuntats. La composició geològica és d'arcosa una roca d'unes característiques que no es troben a Mollet del Vallès. La importància del menhir rau en la seva monumentalitat, i en les seves decoracions antropomorfes. Per un cantó presenta en relleu un rostre humà, mentre que al costat oposat hi ha gravats uns motius curvilinis o serpentiforme.

## Història

### Context sociològic
Hi ha canvis socials importants del Neolític mitjà, a l'inferior. Durant el Neolític mitjà, la societat s'organitza al voltant de líders, però amb una solidaritat intergrupal, que es manifesta en la construcció d'obres col·lectives, com sepulcres dolmènics i de menhirs, grans llars per fer reunions, i també amb una voluntat de compartir la vida d'ultratomba (tombes col·lectives). Un important augment demogràfic.
Podria ser que una crisi social, motivada per un període d'inestabilitat climàtica, produís una situació adversa, tot afectant a les collites, anys de fam i un consegüent descontentament social. Com a conseqüència, una inseguretat i conflictivitat social, que podria haver generat una política d'aliances entre grups i processos solidaris, sota el mandat de líders carismàtics. Així doncs, la figura del líder pren rellevància, i segurament degueren voler personificar i deixar constància del seu poder en tots els àmbits, com ara la construcció d'estàtues antropomorfes.

### Descoberta
El megàlit es va descobrir l'abril del 2009 al Pla de les Pruneres de Mollet del Vallès, mentre s'estaven executant unes obres per a la realització d'un pàrquing. El menhir es va trobar soterrat a 10 metres de la superfície actual. El Pla de les Pruneres és un jaciment situat en un pla dins del nucli urbà de Mollet, a una distància propera al riu Besòs, i on confluïen diverses rieres. Per tant, el lloc on es va trobar el menhir era una zona on s'acumulaven sorres i graves durant els episodis d'avingudes de les rieres en els períodes de sequera, mentre que també hi havia episodis que el terreny quedava cobert de llims i argiles provinents dels desbordaments del riu Besòs i les rieres. Aquestes condicions de cicles d'inundacions i sequeres fa pensar que aquesta plana no reunia les condicions per viure en èpoques prehistòriques. Per tant, fa pensar que el Pla de les Pruneres no deuria ser l'emplaçament original, però donat les seves grans dimensions, i la dificultat del seu trasllat, i atès que el menhir no presenta desgast, es considera que el desplaçament que va fer el menhir no deuria ser molt llarg.

### Cronologia comparada
És molt complicat establir una datació pels menhirs, ja que no és possible datar directament el moment en què les pedres van ser tallades. Així doncs, el que es pot fer és establir una cronologia relativa, a partir del context d'implantació del monument i d'altres vestigis associat a ell. I en el cas, que això no es pugui fer, l'únic recurs que queda és trobar algun referent cronològic.
Així doncs, pel que fa a les decoracions del rostre en relleu, es pot establir una comparació amb les esteles i estàtues menhirs del Llenguadoc, que són molt similars al menhir de Mollet. La presència de la “T facial" dins de l'estatuària prehistòrica del sud de França, comprèn un ampli període cronològic, que abraça una fase recent del Neolític mitjà i el Neolític final. Per tant, es podria situar una cronologia dels relleus del menhir de Mollet, entre (3500/3200- 2400 aC). En canvi, pel que fa als motius gravats, el serpentiforme, és un motiu universal i, per tant, podríem trobar una llarga llista d'exemples i és difícil relacionar-ho amb un període cronològic concret. Però pel que fa al “jou” representat al menhir de Mollet, té dos referents molt pròxim, com ara el menhir de la Pedra de Llinàs (Montmeló) i de Castellruf (Santa Maria de Martorelles). Aquestes estan datades del V mil·lenni (aproximadament 4500 aC). Mentre que els "escutiformes", els cercles incomplets i els semicercles que se li associen, es desconeix un paral·lel pròxim. En resum, la cronologia de l'estatuària megalítica prehistòrica apareix en diverses regions d'Europa, i abraça un període cronològic molt ampli (des de neolític mitjà, fins a finals del Neolític).
En aquest cas, es pot establir una cronologia, basant-se en els seus possibles paral·lels, no del monument en conjunt, però si dels seus elements “ornamentals”. Si es comparen els referents cronològics dels gravats, amb els del relleu del menhir de Mollet, es pot veure com no coincideixen. Així doncs, probablement els gravats i els relleu no van ser executats alhora.
Es dedueix que primerament, durant el Neolític mitjà, sobre una de les cares del menhir, que no sabem si ja havia estat aixecat anteriorment, o ho va ser llavors, es van representar els gravats. Posteriorment, durant el Neolític mitjà recent, o més probablement durant el Neolític finals, a la cara oposada s'hi va esculpir el rostre. Aquest gravat fa del Menhir de Mollet una de les estàtues–menhirs més interessants a Europa.
En un moment que es desconeix de la segona meitat del III mil·lenni aC, o pot ser ja del II, el menhir degué caure de forma accidental o intencionada i ja no tornà a ser aixecat. Llavors, perdut del seu significat, degué ser traslladat a propòsit, des del seu emplaçament original fins al lloc on va ser descobert l'any 2009, una zona d'aiguamolls inundable no gaire llunyana, on posteriorment va ser cobert per sediments fluvials.
Per tant, es podria dir que el menhir de Mollet presenta element mediterranis (la tradició dels menhir i l'estatuària megalític a finals del Neolític), i elements atlàntics (a través dels gravats, que recorden als motius trobats en l'art megalític armòrica).

## Restauració i trasllat del menhir
Va ser traslladat al Centre de Restauració de Béns Mobles de Catalunya (CRBMC), a Valldoreix, per ser netejat i restaurat.

### Estat de conservació
Pel que fa a l'estat de conservació, el menhir, en ser trobat casualment durant el procés d'extracció de terres per fer un pàrquing, la màquina perforadora va topar-hi de forma fortuïta, i va provocar la pèrdua de material, sobretot a la part superior, on han desaparegut també elements decoratius. També fruit de l'acció de les màquines es veuen unes ratllades transversals a un costat del menhir.
Degut a la seva ubicació durant milers d'anys (sota terra), la superfície del menhir presentava unes capes de superfície irregular de terra, i una possible presència de sals. En alguna zona, i de forma molt localitzada, es va detectar descohesió de la superfície de la pedra.
En una de les cares del menhir, hi havia una pàtina negra generalitzada i molt adherida a la pedra, després d'analitzar mostres d'aquesta pàtina, es va veure que es tractava del que s'anomena "vernís del desert", provocat per una capa de bacteris que es desenvolupen en condicions ambientals extremes, i formen aquesta pàtina fosca.

### Restauració
Primerament es va fer una neteja superficial de forma mecànica, per tal d'enretirar la terra que recobria la superfície, amb l'objectiu de deixar neta la superfície i poder detectar esquerdes o fractures. Un cop feta la primera neteja, es va col·locar el menhir en posició vertical, per tal de poder netejar millor el contorn, i observar-lo amb deteniment per fer l'estudi corresponent. Per poder moure el menhir, es va fer amb l'ajuda d'una grua, i subjectat amb cintes especials. El menhir es va col·locar a l'interior d'un forat, i juntament amb els ancoratges de la bastida del voltant, va ser suficient per subjectar-se. Prèviament, a la base del forat, es va preparar un llit de sorra, per evitar danys. Es va continuar amb la neteja mecànica, a base de paletines, raspalls tous, aspiració i bisturí. Paral·lelament al procés de neteja, es va fer el control de sals, i en sortir positiu, es va fer una dessalinització de la zona que havia estat enterrada. Un cop determinat quin seria el seu futur emplaçament, de forma vertical amb una part enterrada, per tal d'aïllar-lo del subsòl, es va protegir la zona que quedarà enterrada amb una primera capa de film plàstic, damunt una capa de geotèxtil, i finalment altre cop recobert amb film plàstic.
Es va preparar el subsòl del nou emplaçament, amb un sistema que permetia exposar-lo dret sense la necessitat d'ancoratges externs.
Es va fer una base de formigó, on al centre es va fer el forat per introduir el menhir. Al fons del forat es va posar neopré (per no malmetre la zona de contacte), i tot el voltant del forat es va protegir amb Porexpan ®. D'aquesta manera el ciment i el formigó no queden adherits, i presenta una certa reversibilitat en el cas de possibles moviments en el futur.
Per poder realitzar tots els moviments, es va comptar amb una grua suplementària.
Un cop el menhir va quedar dins del forat, va haver-hi certa dificultat perquè quedés perfectament aplomat. Es va aconseguir gràcies a la utilització d'un gat hidràulic. Quan el menhir ja va estar ben col·locat, es va reomplir el forat amb ciment, fins a arribar al nivell de la base de formigó. El menhir va estar enganxat a la grua, fins que el ciment no es va endurir del tot. La restauració en si del menhir, no va ser complexa, el que si que va ser dificultós va ser els moviments del menhir, amb diversa maquinària, degut al seu gran pes i volum.

### Transport i instal·lació

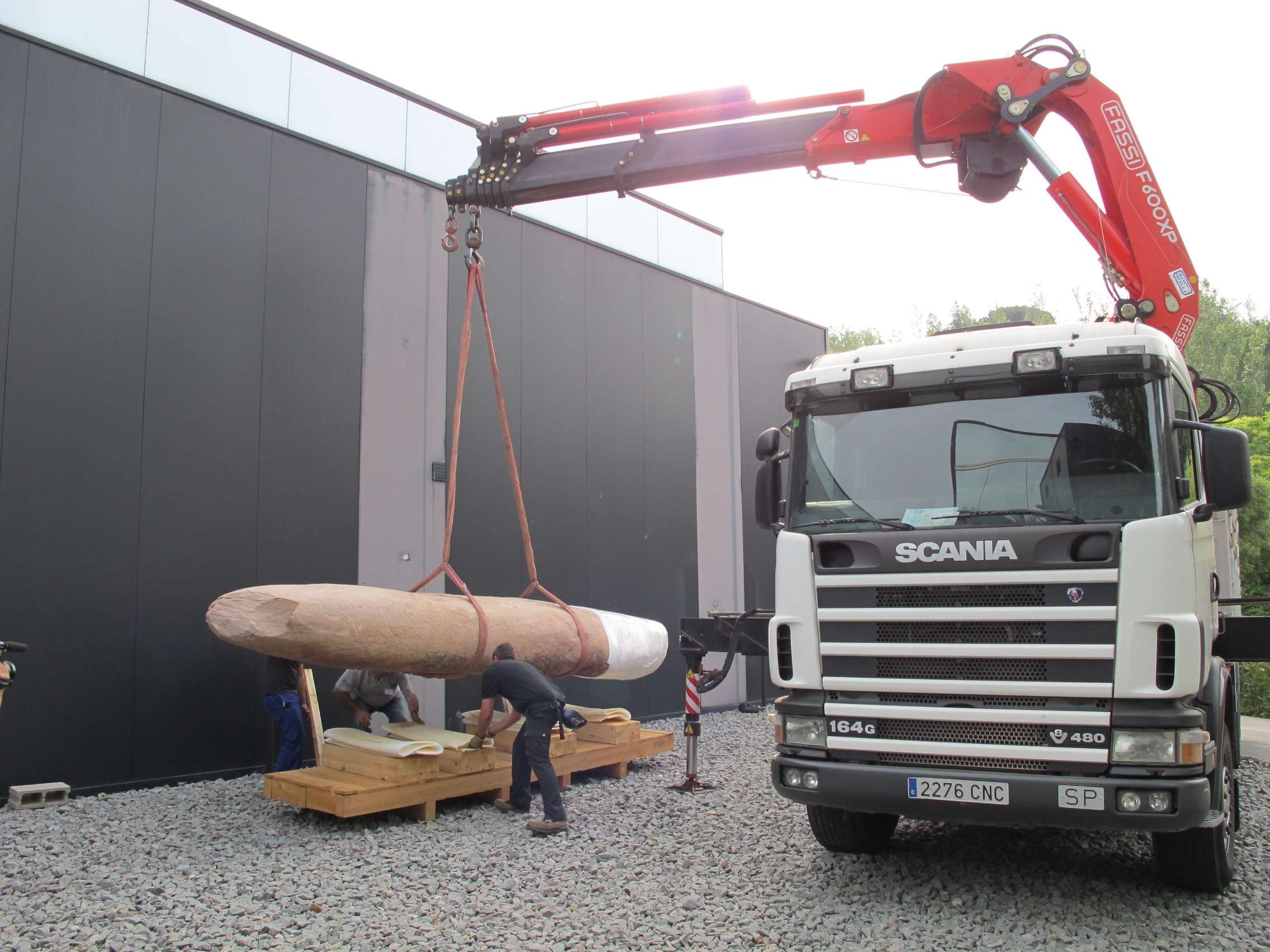
Trasllat del menhir de Mollet des del Centre de Restauració de Béns Mobles de Catalunya, a Mollet
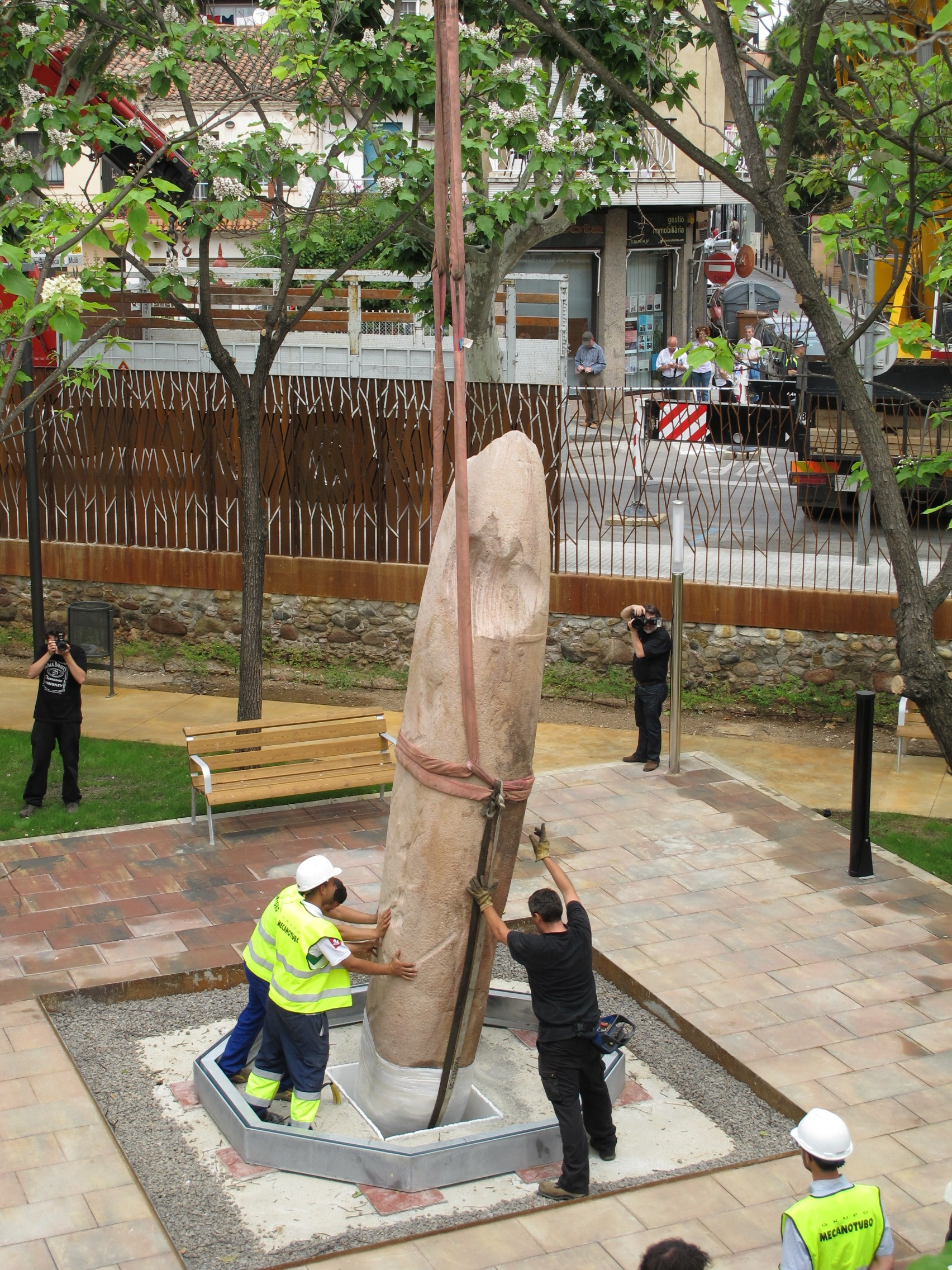
Instal·lació del menhir al Parc de Can Mulà
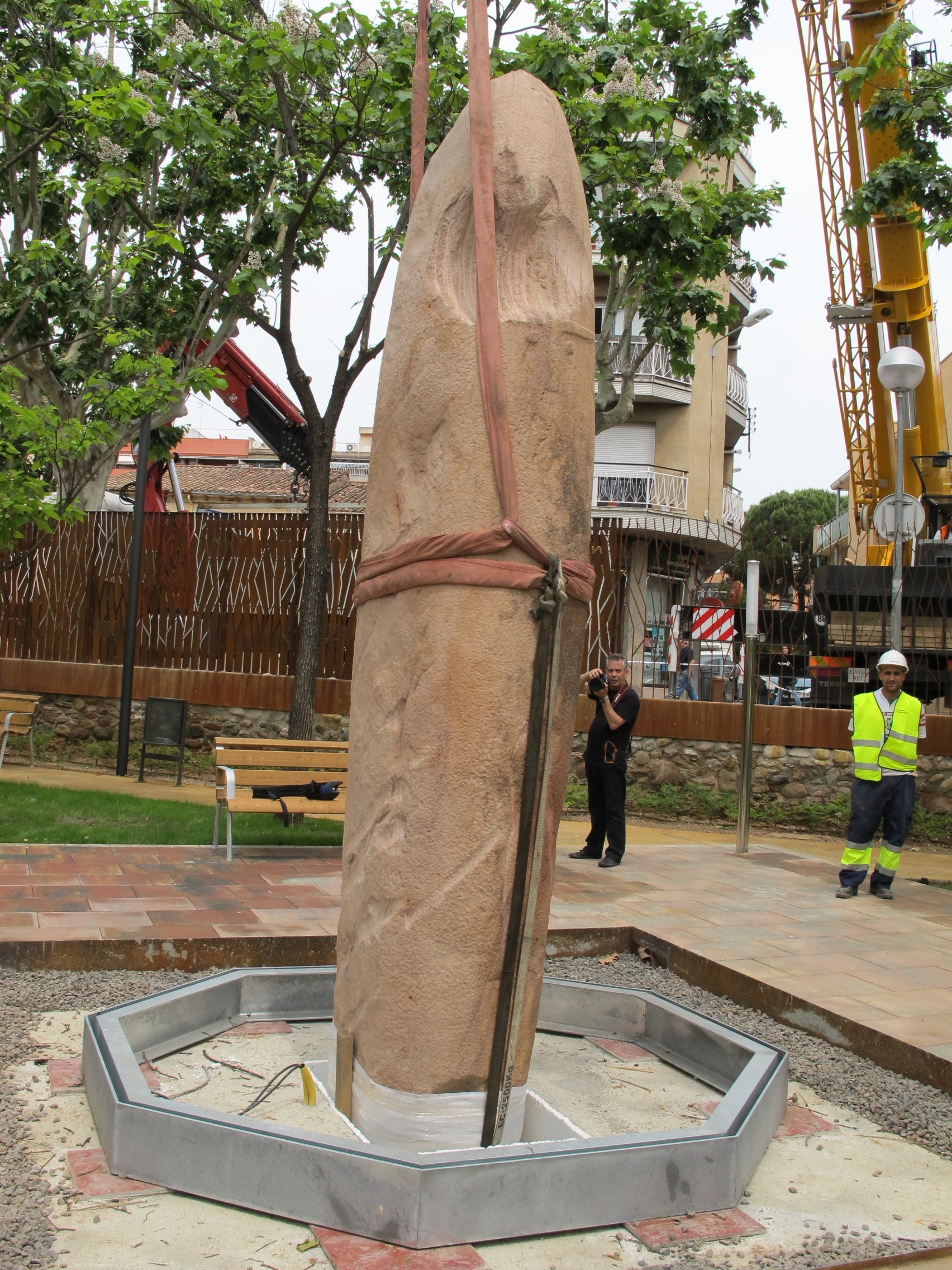
Aplomat final

## Descripció

### Composició
Després de fer les anàlisis de la composició geològica del menhir, es va poder determinar que es tractava d'una arcosa, una pedra d'aspecte granític, una roca sedimentària formada a partir de l'erosió de les roques granítiques amb molt poc transport. Aquestes característiques litològiques, no corresponen amb les del terreny on va ser trobat el megàlit, per tant s'ha deduït que la pedra en què es va fer el menhir, va ser transportada des d'alguna altra zona, es creu que pot procedir de la Serralada Litoral o de la muntanya del Figaró, des d'on va ser transportada fins a la plana del Vallès.

### Decoracions

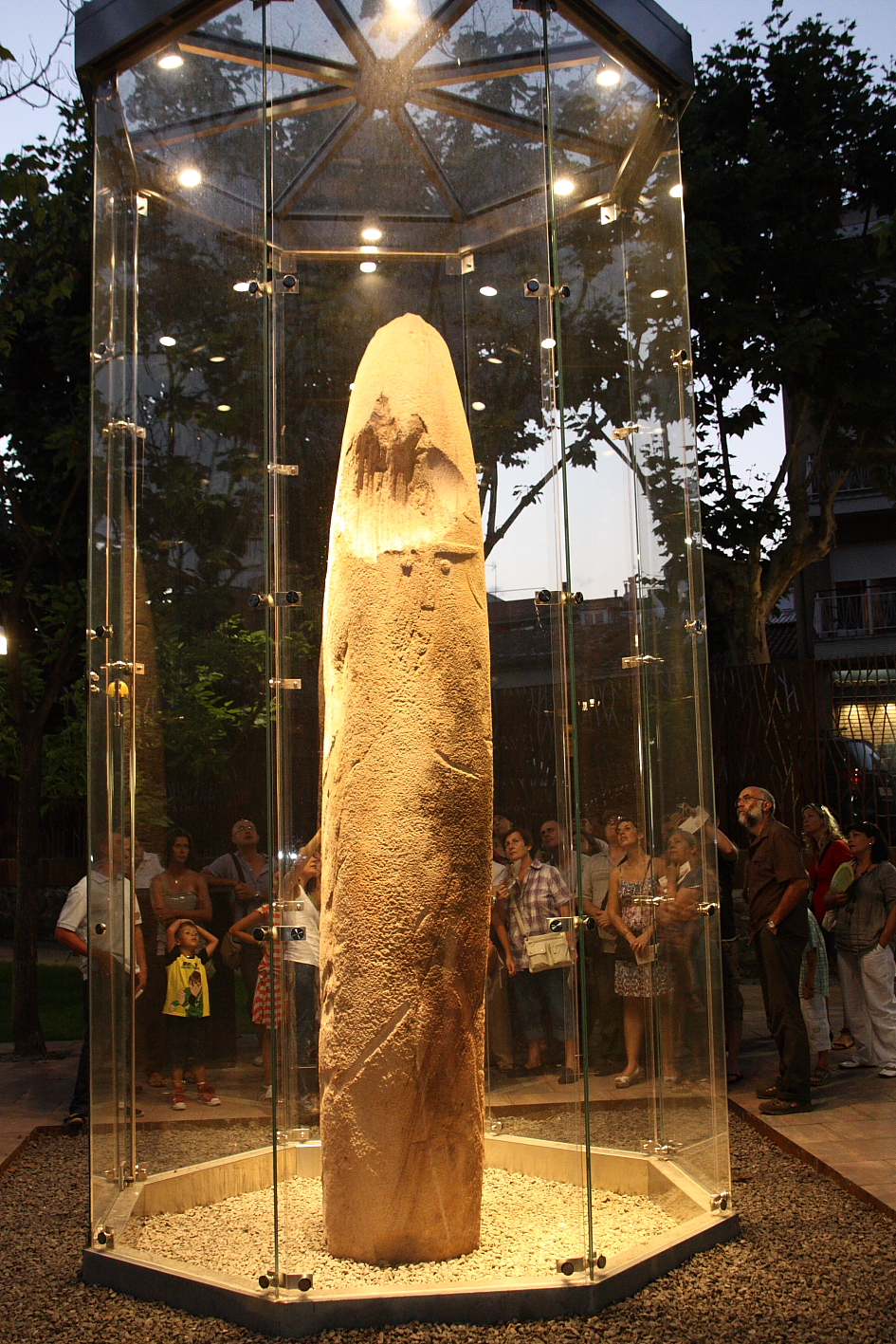
Detall de les decoracions en relleu

El menhir presenta en un dels dos costats estrets, un motiu en baix relleu, mentre que al costat oposat hi ha una sèrie de gravats o insculpits. Pel que fa al relleu, s'hi pot reconèixer un rostre humà amb la representació del nas rectilini i amb les celles o arcades supraciliars també rectilínies però de forma transversal. Nas i celles formen una T, que presenten els seus extrems laterals perllongats cap a baix, amb una mena d'arracades, igualment en relleu, però en un pla lleugerament inferior. Les arracades, per la seva forma, podrien recordar dues banyes de toro. El nas, celles i banyes, enquadren uns ulls circulars que també estan en relleu. Dir que per sobre de la línia de les celles, s'observa un altre motiu en relleu, però incomplet, ja que es va veure afectat en el moment de la descoberta del menhir, i no es pot dir gaire cosa.
Mentre que els motius gravats al costat oposat, es diferencien amb el relleu del rostre, per la tècnica d'elaboració, i pel seu caràcter més esquemàtic o abstracte. De l'extrem superior del menhir surt una línia sinuosa i longitudinal al mateix menhir, una línea “serpentiforme”. Per sota aquest motiu, i de forma transversal al menhir, hi ha un segon motiu, que pot recordar a la forma d'una "M", la d'un "jou" o d'una "cornamenta" de toro. A l'alçada inferior al motiu del "jou", hi ha dos motius en forma de "D" caiguda, o "escut", disposats una sota l'altre, oposats i de forma no del tot simètrica.

### Tècnica d'execució
La superfície del bloc de pedra va ser treballada en la seva totalitat. S'observa una regularització intensa per repicat de gairebé tota la superfície, i segons les marques conservades, podria haver-se fet amb un objecte dur de punta arrodonida. Els motius en relleu que dibuixen el rostre, es degueren realitzar tot martellejant repetidament la superfície del menhir, i deixant en reserva els elements que constitueixen el rostre: nas, celles, banyes i ulls.
Pel que fa als motius gravats, les incisions del gravat tenen la secció en U, i fa deduir que l'acció de gravar la pedra es va fer amb un objecte de pedra, i no de metall (que tindria una secció V). Les decoracions en gravat, es devien obtenir mitjançant un repicat linear sobre la superfície. Aquest repicat es podria haver fet per percussió directa, amb un objecte de punta roma i de major duresa que la roca del menhir. (Podria ser un rierenc o una eina de pedra polida, o també es podrien haver efectuat mitjançant una percussió indirecta, amb l'ajut d'un objecte intermedi).

## Anàlisi

### Estàtua o menhir?
Encara que popularment es parla de "menhir de Mollet" es tracta realment d'una estàtua-menhir i en aquest sentit, ha estat publicada com a "estàtua-menhir del Pla de les Pruneres". Aquest últim concepte és més específic i és l'utilitzat per especialistes, ja que li reconeix unes característiques pròpies que el defineixen i el determinen perfectament.
Una estàtua-menhir és una estàtua esculpida dins un menhir, o dit d'una altra manera, un monument megalític format per un sol bloc esculpit en bust rodó o en baix relleu i representant una figura humana. Bust rodó i baix relleu són algunes vegades completats o reemplaçats per gravats. El personatge és representat en la seva totalitat o en part sobre una de les cares del bloc. Una terminologia més estricta hauria de reservar el terme d'estàtua-menhir a una representació completa: cara, perfil i dors. Però en general, el terme d'estàtua-menhir s'utilitza obertament per designar qualsevol exemple d'escultura amb figura antropomorfa.
Per tant, el menhir de Mollet es considera un exemple d'estàtua-menhir. Una associació de dos termes (estàtua i menhir), que es va utilitzar per primera vegada al segle xix, per fer referència a les primeres representacions humanes prehistòriques en pedra i de gran mida descobertes a la regió del Rouergue (Migdia francès). El menhir de Mollet es considera una estàtua-menhir, ja que, i de forma incompleta, hi ha representada la figura humana sencera i en tres dimensions. Es pot evidenciar clarament un rostre humà, i la posició d'aquesta cara en el menhir, que no sembla casual, ens suggereix que el menhir representava el cos sencer d'una persona, tot i l'absència d'atributs del vestuari o atuells decoratius. Malgrat les decoracions geomètriques i serpentiformes gravades al costat oposat, es fa difícil establir una relació entre els motius gravats i la representació escultòrica d'una persona. Val a dir que el menhir de Mollet és una de les estàtues-menhirs més altes, sinó la més alta que es coneix fins al moment.

### Diversos significats
És molt difícil atorgar un significat concret a aquest tipus de monuments, ja que alguns van ser aixecats al costat de sepultures, altres semblaven lligats exclusivament al món dels vius... S'han proposat diferents explicacions com: evocacions d'ancestres o divinitats, marques o delimitacions del territori, senyalització de punts estratègics al costat de camins o guals on poder creuar rius, indicacions de fonts o llocs d'aigua, o bé que s'utilitzessin com a elements intimidatoris. Parlant en un sentit més simbòlic, també podria simbolitzar llocs de transició entre la natura i la cultura, o entre el salvatge i el domèstic. En el cas del menhir de Mollet, la interpretació que proposen els arqueolègs és bàsicament religiosa, vinculada a la representació d'una divinitat i al seu culte. Segons aquests interpretació, el menhir de Mollet, en el moment que s'esculpí el rostre en relleu, representà una divinitat vinculada a l'aigua fluvial i a la pluja. Una interpretació, podria ser que en el lloc on es va trobar el menhir, i també en el seu emplaçament original (que no deuria ser molt lluny), es patia unes condicions ambientals on l'atac i la violència de l'aigua eren presents. Per tant, amb el culte a una divinitat de condicions taurina, identificada amb les aigües fluvials, la població de l'època, devia esperar aconseguir que aquestes aigües apaivaguessin la seva fúria, temible i devastadora.
La lectura del rostre representat en el relleu, que podria ser un rostre humà amb unes astes de toro baixes i en posició d'envestida. Durant la prehistòria, el toro va ser atribuït com una figura religiosa vinculada a les aigües fluvials i a la pluja que alimenta. La vinculació del toro als rius i a la pluja és doble: La vitalitat, la vigorositat, la potència sexual i la virilitat del toro són conegudes. És per aquest fet que, convertit en principi masculí, s'associà a ell el poder fecundador de les aigües fluvials i de la pluja, fertilitzant i estimulant la naturalesa.
Pel que fa al significat dels elements gravats al costat oposat, la "serp", el "jou" i l'"escut", s'ha pres com a referència, els estudis realitzats a la Bretanya. Així doncs, l'"escut" es considera la representació d'un ídol, d'una divinitat principal, normalment femenina, deessa, mare, senyora de la fecunditat, la vida i la mort. Mentre que la representació del "jou", no s'interpreta en un sentit literal, sinó com una evocació a la divinitat taurina, probablement la parella masculina d'una "deessa de l'escut". Finalment la representació de la "serp" s'associa amb el canvi i la regeneració.
De totes maneres, a part d'atribuir-li un significat religiós, no es descarta que el menhir de Mollet també tingués una relació amb l'exercici del poder. Un monument amb aquestes dimensions sobrehumanes, i fet amb un material inexistent a la plana vallesana, fa pensar que el menhir podria haver estat utilitzat amb aquest segon fi.